# Tony Pulis
Anthony Richard Pulis (Pillgwenlly, 16 de janeiro de 1958), conhecido apenas como Tony Pulis, é um ex-futebolista e treinador de futebol galês. Atualmente treina o Middlesbrough.

## Carreira

### Clubes
Como jogador, Pulis defendeu Bristol Rovers, Happy Valley, Newport County, Bournemouth e Gillingham. Encerrou sua carreira como atleta em 1992, durante a segunda passagem dele pelo Bournemouth.

### Treinador
Seria nos Cherries onde Pulis iniciaria a carreira como treinador, substituindo Harry Redknapp. Entre 1995 e 1999, comandou o Gillingham, sua última equipe como jogador antes de voltar ao Bournemouth em 1990, quando ainda jogava. Passou também por Bristol City e Portsmouth, antes de assumir o comando técnico do Stoke City em 2002, no lugar de Steve Cotterill. A primeira passagem dele nos Potters durou até 2005, quando foi contratado para treinar o Plymouth Argyle durante uma temporada.
Voltou ao Stoke em 2006, permanecendo no comando técnico da equipe até 2013, quando saiu após divergências com o presidente Peter Coates. Voltou à ativa em dezembro deste último ano, quando assinou com o Crystal Palace com o objetivo de impedir o rebaixamento da equipe à Segunda Divisão. Ao levar o clube londrino ao décimo-primeiro lugar, Pulis foi eleito o Treinador do Ano do Campeonato Inglês de 2013-14.
Comandou o West Bromwich Albion de janeiro de 2015 a novembro de 2017.